# Eugène Arnaud
Pour les articles homonymes, voir Arnaud.
François Eugène Arnaud, né le 18 octobre 1826 à Crest (Drôme) où il meurt le 12 novembre 1905, est un pasteur et un historien du Dauphiné et du protestantisme dauphinois.

## Vie familiale
Eugène Arnaud est le fils cadet de Louis-François Arnaud, né le (9 février 1790 à La Motte-Chalancon et mort le 4 août 1864 à Crest, pasteur à Crest de 1812 à 1864, président du consistoire de Crest, président du premier synode de la Drôme, président du conseil d’administration de la maison des orphelines de la ville, chevalier de la Légion d’honneur et son épouse, 28 août 1822 Clarisse Poulin (1803-1891).
Eugène Arnaud épouse Suzanne Kleffler, de Genève, petite-nièce d'Isabeau Menet, emprisonnée pour faits de religion à la Tour de Constance. Ils ont trois filles.

## Parcours
Eugène Arnaud fait ses études secondaires au collège de Grenoble, puis il étudie la théologie à la Faculté de théologie de Genève. Il termine ses études à la Faculté de théologie protestante de Strasbourg, où il soutient, en juillet 1849, une thèse de baccalauréat de théologie, intitulée Examen de l’objectif faite à l’épître de saint Jude au sujet de ses apocryphes. En 1850, il prend son premier poste de pasteur à Crupies (Drôme) puis en 1853 aux Vans (Ardèche). En 1865, il succède à son père comme pasteur à Crest, jusqu'en 1902. Il est président du consistoire de Crest à partir de 1876, du comité de l'orphelinat à partir de 1878 et impulse la construction de deux temples à Grâne et Allex.
Il s’intéresse à l’exégèse biblique avec Recherches critiques sur l'épître de Jude (Berger-Levrault, 1851) et un Commentaire sur le Nouveau Testament en quatre volumes (Grassart, 1863), un ouvrage sur la Palestine ancienne et moderne (Berger-Levrault, 1851), mais il est surtout connu pour ses ouvrages consacrés à l’histoire du Dauphiné et à l'histoire du protestantisme dauphinois. Il laisse un manuscrit non publié (1904) intitulé Essai sur l’histoire et la géographie des contrées de la Gaule dont a été formé l’ancien Dauphiné.
Il dirige les travaux de restauration de la tour de Crest et y consacre un ouvrage intitulé Histoire et description de la tour de Crest en Dauphiné.

## Distinctions
Eugène Arnaud est chevalier de la Légion d'honneur sur contingent du ministère de la justice (1898), officier d’Académie (1879), officier de l’Instruction publique (1889). Il est collaborateur du Bulletin de la Société d'histoire du protestantisme français, membre correspondant des sociétés huguenotes de Londres et d'Amérique, de la société d’archéologie et de statistiques de la Drôme, de la commission pour l'histoire des Églises wallonnes, notamment. Il collabore à l’Encyclopédie des sciences religieuses.

### Ouvrages et travaux non publiés
- Les Vaudois du Dauphiné, éditions Ampelos.
- Histoire des Protestants de Crest, éditions Ampelos.
- Recherches critiques sur l'épître de Jude, 1851 en ligne
- Nouveau Testament, 1858
- Commentaire sur le nouveau Testament, 1863
- Le pentateuque mosaïque défendu contre les attaques de la critique négative, 1865
- Coup d’œil général sur les langues sémitiques, 1866
- Caractère spéciale de la poésie hébraïque, 1867
- La Palestine ancienne et moderne, ou Géographie historique et physique de la Terre Sainte, 1868
- Symbolisme de l’alphabet hébreu, 1868
- La Mer Morte ou le lac Asphaltite, 1869
- Notice sur les controverses religieuses en Dauphiné pendant la période de l’édit de Nantes, 1872 Notice, Bibliothèque dauphinoise
- Histoire de l’Académie protestante de Die, en Dauphiné, au XVIIe siècle, 1873
- Histoire des protestants du Dauphiné, au XVIe, XVIIe et XVIIIe siècles, 1875-1876,
  - Volume 1
  - Volume 2
  - Volume 3
  - 3e période
  - 4e période
- Histoire des Églises réformées de la vallée de Bourdeaux, en Dauphiné, 1876
- Histoire des protestants de Provence, du Comtat Venaissin et de la principauté d’Orange, 1884
- Notice historique sur les deux catéchismes officiels de l’Église réformée de France, 1885
- Émigrés protestants dauphinois secourus par la Bourse française de Genève de 1680 à 1710, 1885 Notice, Bibliothèque dauphinoise
- Histoire des protestants du Vivarais et du Velay, 1888
- Histoire des protestants d’Annonay, 1891
- Bibliographie huguenote du Dauphiné pendant les trois derniers siècles, 1894 en ligne
- Mémoires historiques sur l'origine, les mœurs, les souffrances et la conversion au protestantisme des Vaudois du Dauphiné, 1896 Notice, Bibliothèque dauphinoise
- Histoire et descriptions des Antiquités de la ville de Crest, 1903

### Sources
- Eugène Haag, La France Protestante, Ouvrage en ligne
- Larousse encyclopédie des faits contemporains 1875-1890
- Le Figaro, 28 juillet 1898